# Pardosa mordagica
Pardosa mordagica este o specie de păianjeni din genul Pardosa, familia Lycosidae, descrisă de Tang, Urita și Song, 1995. Conform Catalogue of Life specia Pardosa mordagica nu are subspecii cunoscute.